# Fecenia cylindrata
Espèce
Synonymes
- Fecenia hainanensis Wang, 1990

Fecenia cylindrata est une espèce d'araignées aranéomorphes de la famille des Psechridae.

## Distribution
Cette espèce se rencontre en Birmanie, en Thaïlande, au Laos et à Hainan en Chine,.

## Description
La carapace des mâles mesurent de 3,6 à 4,4 mm de long sur de 2,2 à 2,8 mm de large, l'abdomen de 4,8 à 6,5 mm de long sur de 1,9 à 2,5 mm de large. La carapace des femelles mesurent de 3,7 à 7,2 mm de long sur de 2,2 à 4,2 mm de large, l'abdomen de 7,3 à 13,0 mm de long sur de 3,5 à 6,0 mm de large.

## Publication originale
- Thorell, 1895 : Descriptive catalogue of the spiders of Burma. London, p. 1-406 (texte intégral).